# 小夏ちえり
小夏 ちえり（こなつ ちえり）は、日本のタレント、歌手、女優。東京都出身。芸能事務所ベルエンターテイメント所属。アイドルユニットDISDOLのメンバーとして活動した。

## 来歴
2014年に「野良猫ちぇりー」の名義でソロアイドル活動を開始。
2015年にアイドルユニット「DISDOL」2期生として加入。仮歌や振り付け、作詞なども担当するほかモデル、役者としても活動中。
2017年8月24日、同月中旬より体調不良により休んでいたところ復帰の目途が立たず、正式に休業が発表される。
同年10月、グループ新体制発表と同時に卒業が発表される。

## 人物
- 英語が得意であり、自身が作詞した曲にも全英詞の曲がある[4]。
- 動物看護師の資格を持ち、家では猫を4匹飼っている。肉が食べられず、ベジタリアンである。[5]。

## 出演

### テレビ
- 2016年8月：未来定番曲 175回・176回（「DISDOL」として出演）

### 舞台
- 2016年9月28日：朗読劇UBUGOE　vol.13 - 「フィフティーン」アンサンブル / 「腸内対戦」アスカ 役[6]

### ネット番組
- 2015年11月23日：KawaiianTV（「DISDOL」として出演）[7]

## 作品
- 2015年9月27日：DISDOLとしてシングル「Jolly」リリース（発売元：SEP RECORD）[8]
- 2016年8月17日：DISDOLとしてミニアルバム「NEW　GENERATION」リリース（発売元：ブルーミュージック / 販売：ポニーキャニオン）[9]

収録曲6曲のうち2曲の作詞も担当。